# Uriopha ios
Uriopha ios is een slangster uit de familie Ophiuridae.
De wetenschappelijke naam van de soort werd in 1980 gepubliceerd door Paterson.